# Harald Göckeritz
Harald Göckeritz (* 1955 in Frankfurt am Main) ist ein deutscher Drehbuchautor.

## Leben und berufliche Stationen
Göckeritz studierte Theaterwissenschaften, Philosophie und Literatur. Im Jahr 1980 begann er ein Studium an der HFF München. Seit 1987 ist er freiberuflicher Autor.

## Auszeichnungen (Auswahl)
- 2005: Göckeritz schrieb das Drehbuch für das Liebesdrama Grüße aus Kaschmir, das 2005 den Adolf-Grimme-Preis erhielt. Die Begründung der Jury lautete: „Mit Grüße aus Kaschmir ist es gelungen, das heute aktuelle und die politische Realität mitbestimmende Thema des Terrorismus auf eindringliche Art persönlich werden zu lassen: Die einzelnen Protagonisten werden nicht aus der eigenen Verantwortung für ihr Handeln entlassen; eine vordergründige Schuldzuweisung wird vermieden, der Terrorismus nicht beschönigt“.[2]

## Filmografie (Auswahl)
- 1987: Kinder aus Stein (Regie: Volker Arend)
- 1993: Trip nach Tunis (Regie: Peter Goedel)
- 1995: Tatort: Blutiger Asphalt
- 1996: Kriegsbilder (Regie: Heiner Stadler)
- 1998: Rache für mein totes Kind (Regie: Vivian Naefe)
- 1999: Tatort: Kriegsspuren (Regie: Nina Grosse)
- 2000: Tatort: Die kleine Zeugin
- 2000: Tatort: Kleine Diebe (Regie: Vivian Naefe)
- 2001: Tatort: Gute Freunde (Regie: Martin Gies)
- 2002: Tatort: Romeo und Julia (Regie: Nicole Weegmann)
- 2002: So schnell du kannst (Regie: Vivian Naefe)
- 2003: Tatort: Leyla (Regie: Martin Weinhardt)
- 2004: Grüße aus Kaschmir (Regie: Miguel Alexandre)
- 2005: Die Leibwächterin (Regie: Markus Imboden)
- 2006: Das Duo – Der Sumpf
- 2007: Die Entführung (Regie: Johannes Grieser)
- 2007: Der Tod meiner Schwester (Regie: Miguel Alexandre)
- 2009: Tatort: Der Schrei (Regie: Gregor Schnitzler)
- 2010: Tatort: Mord in der ersten Liga (Regie: Nils Willbrandt)
- 2010: Der Mann mit dem Fagott (Regie: Miguel Alexandre)
- 2010: Der Doc und die Hexe (Regie: Vivian Naefe)
- 2012: Tatort: Freunde bis in den Tod (Regie: Nicolai Rohde)
- 2013: Tatort: Zirkuskind (Regie: Till Endemann)
- 2013: Tatort: Allmächtig (Regie: Jochen Alexander Freydank)
- 2013: Tatort: Die Wahrheit stirbt zuerst (Regie: Miguel Alexandre)
- 2013: Eine verhängnisvolle Nacht (Regie: Miguel Alexandre)
- 2014: Tatort: Die Sonne stirbt wie ein Tier (Regie: Patrick Winczewski)
- 2017: In Wahrheit: Mord am Engelsgraben (Regie: Miguel Alexandre)
- 2019: In Wahrheit: Still ruht der See
- 2023: Tatort: Avatar
- 2025: Tatort: Der Stelzenmann